# Jürgen Janz
Jürgen Janz (* 30. November 1950) ist ein ehemaliger deutscher Fußballspieler. Von 1974 bis 1977 absolvierte der Defensivspieler in der 2. Bundesliga für SV Röchling Völklingen 96 Zweitligaspiele und erzielte drei Tore.

## Laufbahn
Der von der SG Gau-Algesheim 1910 gekommene Verteidiger Jürgen Janz spielte von 1970 bis 1974 für den 1. FSV Mainz 05 in der damals zweitklassigen Regionalliga Südwest. Er kam am 23. August 1970 beim 6:0-Heimerfolg gegen den SV Alsenborn unter Trainer Erich Gehbauer beim 5:0-Spielstand als Einwechselspieler für Rechtsaußen Hans-Joachim „Jockel“ Jakobi zu seinem Regionalligadebüt. Am Rundenende hatte er, obwohl er anfangs nur als Einwechselspieler zum Zuge kam, 25 Ligaspiele bestritten und dabei fünf Tore erzielt. Mainz 05 belegte den siebten Rang. Im ersten Trainerjahr von Bernd Hoss, 1971/72, war er lange Reservist, ehe er in der Schlussphase der Saison Stammspieler im defensiven Mittelfeld wurde, zumeist in der Bewachung des gegnerischen Spielmachers und 18 Ligaspiele absolvierte. Er hielt dabei dem Spielmacherduo Paul Göppl und Gerd Schmidt den Rücken frei und die 05er belegten den vierten Platz. In seiner dritten Saison bei den Rot-Weißen, 1972/73, konnte er als linker Verteidiger unter Trainer Hoss und mit dem legendären „54-Tore-Sturm“ mit Rechtsaußen Renner, Mittelstürmer Klier und Linksaußen Kipp die Meisterschaft im Südwesten vor dem punktgleichen Konkurrenten aus Völklingen erringen und damit den Einzug in die Bundesligaaufstiegsrunde. Darin bestätigten Janz und seine Mannschaftskollegen Wolfgang Kneib, Herbert Scheller, Willi Löhr, Torben Nielsen, Herbert Renner, Göppl, Schmidt, Gerd Klier und Manfred Kipp zwar ihre Konkurrenzfähigkeit, aber SC Fortuna Köln setzte sich durch und stieg in die Bundesliga auf. Janz hatte in der Meisterschaftsrunde 29 und in der Aufstiegsrunde sieben Spiele mit zwei Toren absolviert. Zwischen Vor- und Rückrunde, in der Vorweihnachtszeit, war er bei der Ostasienreise der Rheinhessen dabei, wo zwei Begegnungen gegen die thailändische Nationalmannschaft und ein Spiel in Hongkong ausgetragen wurde. Das letzte Jahr der alten zweitklassigen Regionalliga, 1973/74, schloss Janz mit Mainz auf dem fünften Rang ab. Sein letztes Regionalligaspiel für Mainz absolvierte er am 28. April 1974 beim 3:2-Auswärtserfolg gegen Südwest Ludwigshafen. Nach insgesamt 97 Regionalligaeinsätzen mit sechs Toren schloss sich der schnelle und aufmerksame Verteidiger zum Start der 2. Fußball-Bundesliga, 1974/75, dem SV Röchling Völklingen an.
Das Debütjahr in der 2. Bundesliga verlief für die Saarländer unter dem ehemaligen Braunschweiger Meistertrainer Helmuth Johannsen nicht wie geplant. Janz kämpfte mit seinen neuen Mannschaftskollegen Jürgen Stars, Gilbert Dussier und Gerd Warken um den Klassenerhalt. Dieser wurde mit dem 13. Platz erreicht. In seinem zweiten Jahr in Völklingen, 1975/76, kam Janz unter dem neuen Trainer Herbert Binkert auf 37 Einsätze (1 Tor) und Mannschaftskollege Karl-Heinz Granitza schaffte mit 29 Toren den Durchbruch zum Torjäger. Das letzte Spiel in der 2. Bundesliga absolvierte Janz am 21. Mai 1977 bei der 1:4-Niederlage beim KSV Baunatal. Im DFB-Pokal kam er für verschiedene Vereine zu 15 Einsätzen und ein Tor. Ab dem 1. Juli 1977 stand er für zwei Jahre bei Hassia Bingen unter Vertrag, bevor er im Sommer 1980 nach Mainz zurückkehrte.
Die ersten zwei Jahre feierte der Rückkehrer – zumeist als Vorstopper – mit Mainz die Meisterschaft 1980/81 und die Vizemeisterschaft 1982 in der Amateuroberliga Südwest. Gekrönt wurden die zwei Jahre durch den 3:0-Sieg am 17. Juni 1982 im Finale um die Deutsche Amateurmeisterschaft gegen die Amateure von Werder Bremen. Im Meisterteam von Trainer Herbert Dörenberg spielte Janz vor 8.000 Zuschauern am Bruchwegstadion an der Seite von den Torschützen Charly Mähn (2) und Ludwig Scherhag (1), sowie von Herbert Scheller und Gerhard Bopp. In der Saison 1983/84 kam er nicht mehr zum Einsatz und schloss sich zur Saison 1984/85 der SG 03 Harxheim an.
Er beendete nach vier Jahren Spielertrainertätigkeit bei der SG 03 Harxheim 1988 seine Karriere.